# Lanfranco Bombelli
Lanfranco Bombelli (Ricaldone, 15 dicembre 1944 – Torino, 9 agosto 2005) è stato uno scacchista e arbitro internazionale di scacchi italiano.

## Biografia
Arbitro nazionale dal 1976 e internazionale dal 1987, diresse i più importanti tornei italiani e fu più volte invitato all'estero. Ha svolto numerosi incarichi nell'ambito della Federazione Scacchistica Italiana: consigliere nazionale dal 1990 al 1992, dirigente di segreteria, responsabile del punteggio Elo e dal 1995 responsabile dell'ufficio stampa. Inoltre ha collaborato con riviste di settore quali la francese Europe Échecs, la tedesca Die Scachwoche e le principali riviste italiane. Nel 1978 seguì il match di campionato del mondo tra Karpov e Korčnoj per Tuttosport. Nel 1992 pubblicò il libro I regolamenti degli scacchi per l'editore Torre & Cavallo. Nel 2004 ha arbitrato le Olimpiadi degli scacchi di Calvià. È stato dirigente dell'ASIGC, dell'Arci Dama Scacchi e di alcuni circoli scacchistici, tra cui la Scacchistica Torinese. 